# Chaumont Volley-Ball 52 Haute-Marne 2020-2021
Questa voce raccoglie le informazioni riguardanti lo Chaumont Volley-Ball 52 Haute-Marne nelle competizioni ufficiali della stagione 2020-2021.

## Organigramma societario
Area direttiva
- Presidente: Bruno Soirfeck

Area tecnica
- Allenatore: Silvano Prandi
- Allenatore in seconda: Ludovic Kupiec

## Rosa
| N° | Nome             | Ruolo | Data di nascita   | Nazionalità sportiva |
| -- | ---------------- | ----- | ----------------- | -------------------- |
| 1  | Filippo Lanza    | S     | 3 marzo 1991      | Italia               |
| 2  | Osniel Melgarejo | S     | 18 dicembre 1997  | Cuba                 |
| 3  | Steven Marshall  | S     | 23 novembre 1989  | Canada               |
| 4  | Samuel Jeanlys   | O     | 27 marzo 1999     | Francia              |
| 5  | Maxime Laumon    | S     | 17 marzo 2000     | Francia              |
| 6  | Raphaël Corre    | P     | 21 novembre 1989  | Francia              |
| 7  | Pierre Bouleau   | L     | 6 agosto 1998     | Francia              |
| 8  | Jorge Fernández  | C     | 4 maggio 1989     | Spagna               |
| 9  | Jesús Herrera    | O     | 4 aprile 1995     | Cuba                 |
| 10 | Daniel McDonnell | C     | 15 settembre 1988 | Stati Uniti          |
| 12 | Martin Repák     | P     | 31 marzo 1981     | Slovacchia           |
| 17 | Roamy Alonso     | C     | 24 luglio 1997    | Cuba                 |
| 18 | Georgi Petrov    | S     | 18 agosto 1999    | Bulgaria             |
| 19 | Franco Massimino | L     | 23 maggio 1988    | Argentina            |